# Nixdorf
Wincor Nixdorf, tidligere Nixdorf Computer AG er en tysk computerfabrikant med hovedkvarter i Paderborn.
Firmaet blev grundlagt i 1952 af Heinz Nixdorf (1925−1986) og udviklede kontorcomputere, kasseterminalsystemer, telefoner med mere. I dag er firmaet listet på børsen i Frankfurt og har speciale i it-løsninger til banker og butikker, f.eks. pengeautomater og kasseapparater.
| Tyskland | Spire Denne artikel om et firma eller en virksomhed i Tyskland er en spire som bør udbygges. Du er velkommen til at hjælpe Wikipedia ved at udvide den. |

51°43′52.36″N 8°44′10.18″Ø / 51.7312111°N 8.7361611°Ø